# Kostel Archanděla Michaela (Jistebnice)
Kostel Archanděla Michaela, nebo též kostel sv. Michaela, v Jistebnici, je farní kostel římskokatolické farnosti Jistebnice a kulturní památka České republiky.

## Historie
Kostel byl postaven v letech 1380 až 1385 Rožmberky, a to v gotickém stylu; předtím zde stál románský kostel ze 13. století. Koncem 16. století byla zvýšena kostelní věž. V roce 1718 proběhla barokní přestavba; některé stavební prvky ze starého kostela byly přitom včleněny do kostela nového. Částečná regotizace stavby proběhla v 2. polovině 19. století.

## Popis
Kostel má půdorys rovnoramenného kříže. Délka kostela je přibližně 28 metrů. 37 metrů vysoká věž je nad jižní kaplí. Na věži je zavěšen zvon z roku 1515 vyrobený pražským zvonařem Bartolomějem. Kněžiště je zaklenuto dvěma poli křížové klenby. Hrázděné zdivo a krovy pochází z poloviny 16. století.

### Interiér
Oltářní obraz na hlavním oltáři a oltářní obrazy na bočních oltářích sv. Václava a sv. Kateřiny namaloval Josef Huttary. V kostele je obraz sv. Maří Magdaleny (dar od kanovníka svatovítské katedrály Václava Michala Pešiny z Čechorodu), do kostela byl přenesen z jistebnické kaple sv. Maří Magdaleny; autorství obrazu je připisovánu Petru Brandlovi. Obrazy křížové cesty (14 zastavení) namaloval Bedřich Kamarýt.
Cínová křtitelnice pochází z roku 1677, renovována byla v roce 1850.
Varhany z roku 1901 byly vyrobeny táborskou firmou Škopek.